# سوتيريوس كيرغياكوس
سوتيريوس كيرغياكوس (باليونانية: Σωτήριος Κυργιάκος)‏ ، من مواليد 23 يوليو 1979 في تريكالا في اليونان ، لاعب كرة قدم يوناني.
يلعب مع نادي فولفسبورغ الألماني منذ عام 2011.
بدأ باللعب مع منتخب اليونان لكرة القدم في عام 2002.

## روابط خارجية
- سوتيريوس كيرغياكوس على موقع الاتحاد الدولي (مؤرشف)  (الإنجليزية)
- سوتيريوس كيرغياكوس على موقع الاتحاد الأوربي (الإنجليزية)
- سوتيريوس كيرغياكوس على موقع قاعدة بيانات كرة القدم.إي يو (الإنجليزية)
- سوتيريوس كيرغياكوس على موقع ناشيونال فوتبول تيمز (الإنجليزية)
- سوتيريوس كيرغياكوس على موقع Soccerbase.com (لاعب) (الإنجليزية)
- سوتيريوس كيرغياكوس على موقع عالم كرة القدم.نت (الإنجليزية)
- سوتيريوس كيرغياكوس على موقع كووورة
- سوتيريوس كيرغياكوس على موقع AS.com (الإسبانية)